# Château de Boulogne-sur-Mer
Cet article concerne le monument. Pour le musée qu'il abrite, voir Château-musée de Boulogne-sur-Mer.
Le château de Boulogne-sur-Mer, ou château d'Aumont, est un ancien château fort de la première moitié du XIIIe siècle, remanié profondément au XVIe siècle, puis aux XVIIIe et XIXe siècles et aujourd'hui reconverti en musée, qui se dresse sur la commune française de Boulogne-sur-Mer, dans le département du Pas-de-Calais, en région Hauts-de-France.
Avec les remparts, le château constitue l'un des derniers ensembles architecturaux médiévaux de ville fortifiée encore intacts en France. Les remparts, à l'exception des parties de ces derniers déjà classées parmi les monuments historiques sont classés par arrêté du 16 mai 1916 parmi les sites et monuments naturels de caractère artistique.
Au titre des monuments historiques, le château (sauf parties classées) et l'enceinte de la vieille-ville font l’objet d’une inscription par arrêté du 10 juin 1926 ; l'ensemble des façades et toitures, le portail d'entrée, le pont, la salle basse dite La Barbière, les fenêtres de la grande salle au-dessus de la salle basse font l’objet d’un classement par arrêté du 6 octobre 1977.

## Localisation
Le château est situé sur la commune de Boulogne-sur-Mer, dans le département français du Pas-de-Calais. Il faisait face au danger pouvant surgir des collines environnantes.

## Historique
Le château et les fortifications ont été construits par Philippe Hurepel, fils de Philippe Auguste, d'un seul jet, en quatre ans, de 1227 à 1231. L'enceinte de la ville épouse exactement le tracé du castrum romain de Bononia,, dont il subsiste, visibles dans les souterrains du château, les soubassements. Les tours ont été construites au XVIe siècle : la tour Notre-Dame en 1516, la tour Françoise de 1516 à 1531, le Fer à cheval de 1550 à 1567, après que les Anglais en eurent arasé une partie, et la tour ronde, par la suite reconstruite.
La double ligne de fortifications a été détruite à partir de 1689, par Louis XIV, puis au XIXe siècle le corps de garde et les logements ont été en partie détruits avant de l'être totalement durant la Seconde Guerre mondiale.
La porte de Calais, ou porte Neuve, ou encore porte Flamengue, ou Aubete, est un passage pour piétons percé en 1895. Un édifice existait au-dessus en 1743 et ce corps de garde a été aménagé en logement pour aide-major en 1864 à la place de l'Aubete détruit en 1866.
Au XVIIe siècle le château est aménagé en caserne, puis sera utilisé comme prison jusqu'en 1974, date où il devient propriété de la ville. En 1988, le musée est inauguré.

## Description
Le château construit sur un terrain plat, d'un plan ramassé, peut être catégorisé dans les châteaux-cours.
Le château, avec son plan polygonal, s'inscrit dans le complexe fortifié de Boulogne-sur-Mer dont il occupe une partie de l'enceinte urbaine rectangulaire. Il est isolé de cette dernière par son propre fossé, jadis en eau, et est doté d'un accès orienté vers la place ainsi que d'un autre orienté vers l'extérieur. La grande porte ouvrant sur la ville, se fait entre deux tours cylindriques ; à l'opposé, une poterne permet une sortie vers les champs.
Le château, dépourvu de donjon, renforce l'angle oriental des remparts de l'enceinte rectangulaire de la ville. Avec ses neuf tours cylindriques dominant des courtines droites, il décrit un polygone irrégulier centré. Des courtines, munies d'un chemin de ronde, il en subsiste deux tronçons isolés par un mur de la chapelle et de la grande salle, sur les côtés nord-ouest, les assimilant à une gaine. Il semble qu'à l'origine, les tours et courtines aient été surmontées de hourds.
Les bâtiments sont adossés à ces dernières, enserrant une cour centrale. Une fois passée l'entrée, qui a perdu son pont-levis, on trouvait sur la gauche en premier la salle d'apparat, qui s'éclaire côté cour par quatre fenêtres à colonnettes, puis la chapelle, ensuite la salle d'armes, puis les logis et cuisines (aujourd'hui le musée).
Au XVIe siècle, vers l'est, les murs ont été noyés dans d'épaisses maçonneries de pierre, faisant blindage, et doublés de fausses braies englobant cinq des neuf tours sous une toiture quasi continue, afin de se protéger de l'artillerie en progrès. Seule la première tour à gauche a conservé son aspect originel. Elle est percée sur trois niveaux d'archères disposées en quinconce et couverte d'un toit en poivrière. La suivante, accolée à la chapelle, recèle la salle du Trésor. Cette salle est voûtée d'ogives et la clé décorée de feuillages.
Les sous-sols, qui font le tour complet de la forteresse, sont voûtés en plein cintre. De cet ensemble, la salle dite de la « Barbière » (première moitié du XIIIe siècle) en est l'élément le plus remarquable. À demi enterrée sous la grande salle, elle est longue de 20 mètres est comporte deux nefs parallèles de quatre travées voûtées en ogive, qui repose sur trois colonnes, dont l'une a son chapiteau décoré de feuilles d'arum. Cette salle a servi de magasin aux poudres, et son appellation découle probablement de sainte Barbe, patronne des artilleurs.

## Lieu de tournage
En 2018, une équipe de l'émission Secrets d'Histoire a tourné plusieurs séquences au château dans le cadre d'un numéro consacré à Blanche de Castille, intitulé  Blanche de Castille, la reine mère a du caractère..., diffusé le 5 juillet 2018 sur France 2,.

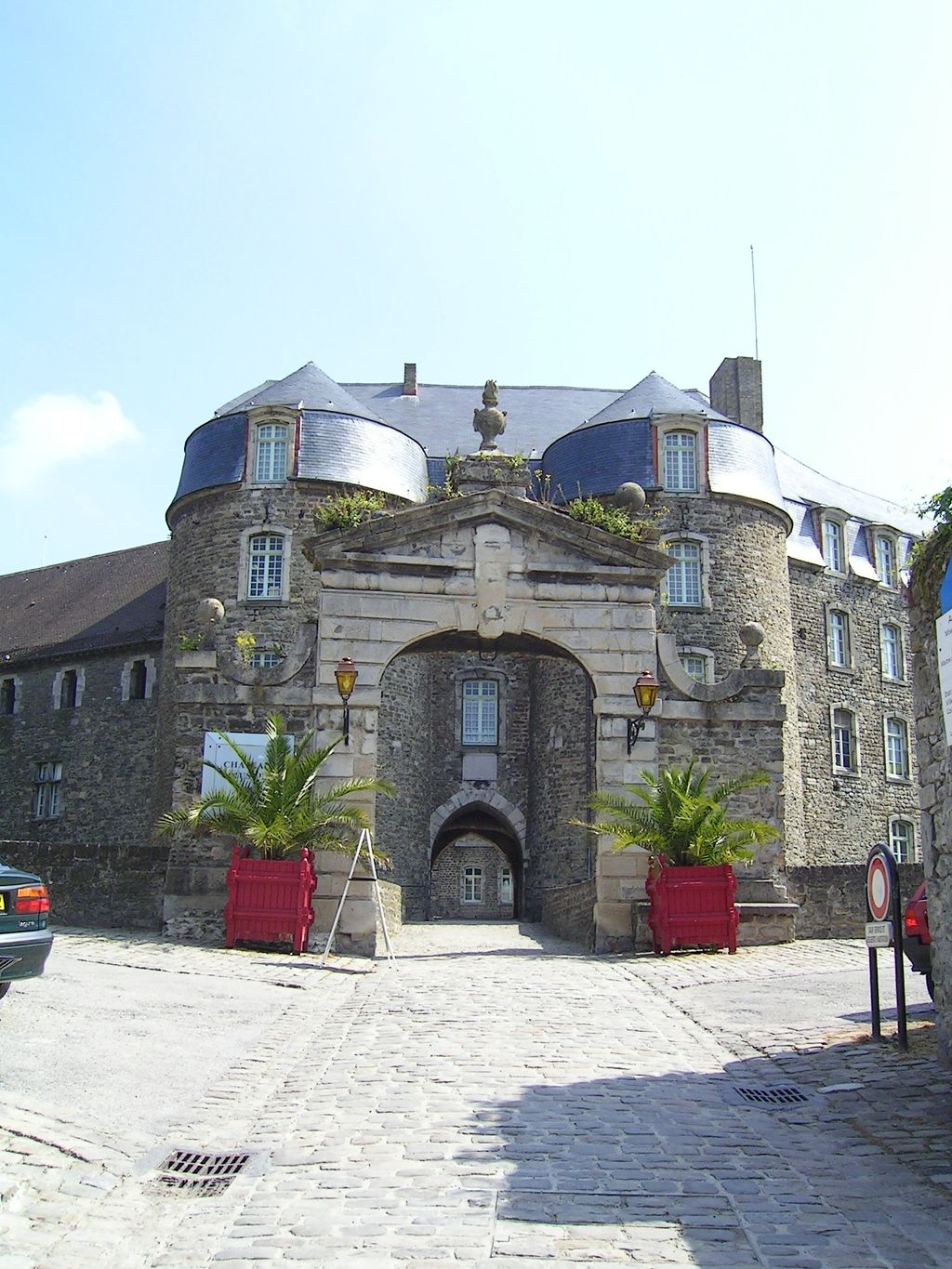
L'entrée du château.
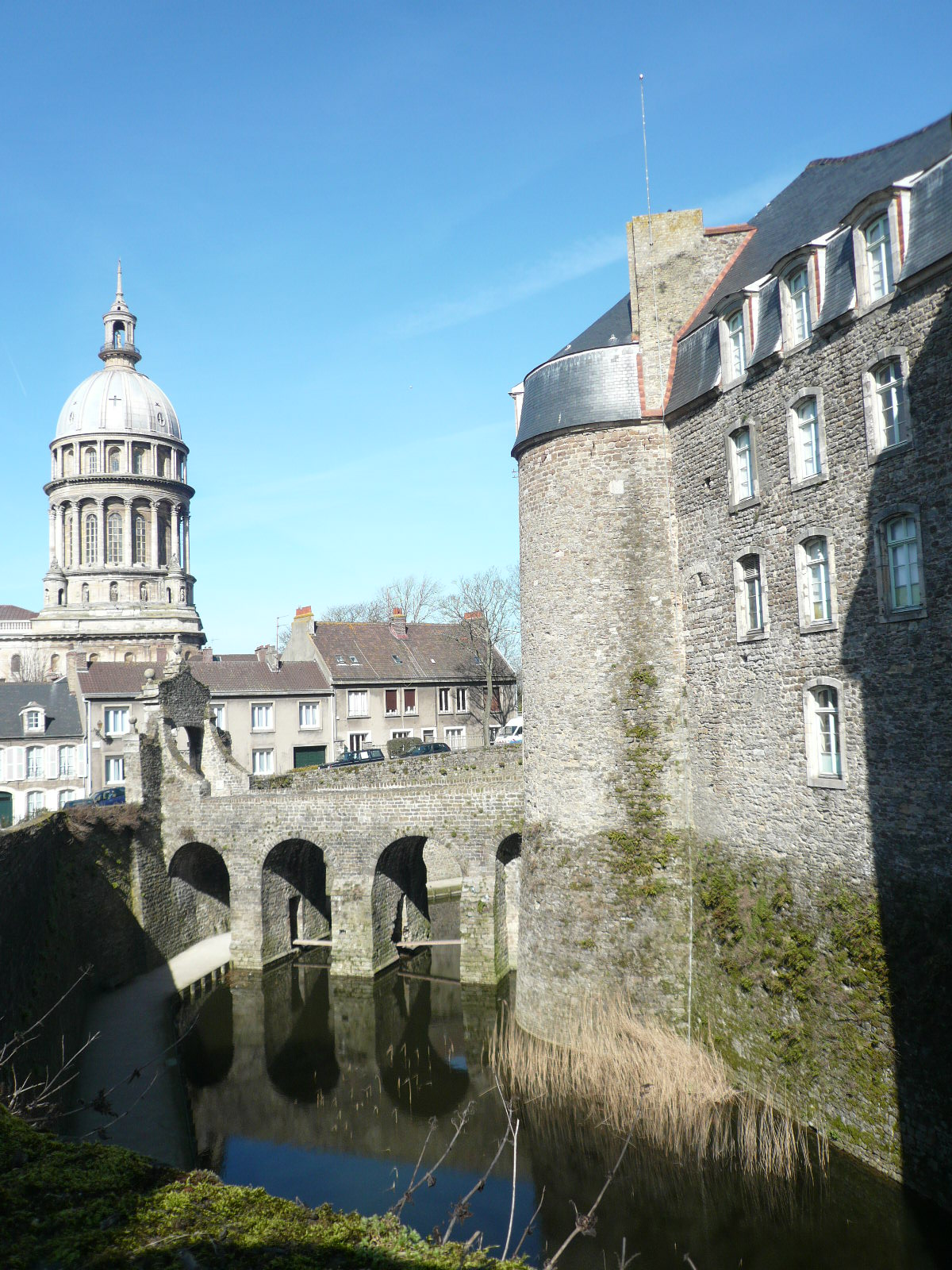
Les douves.
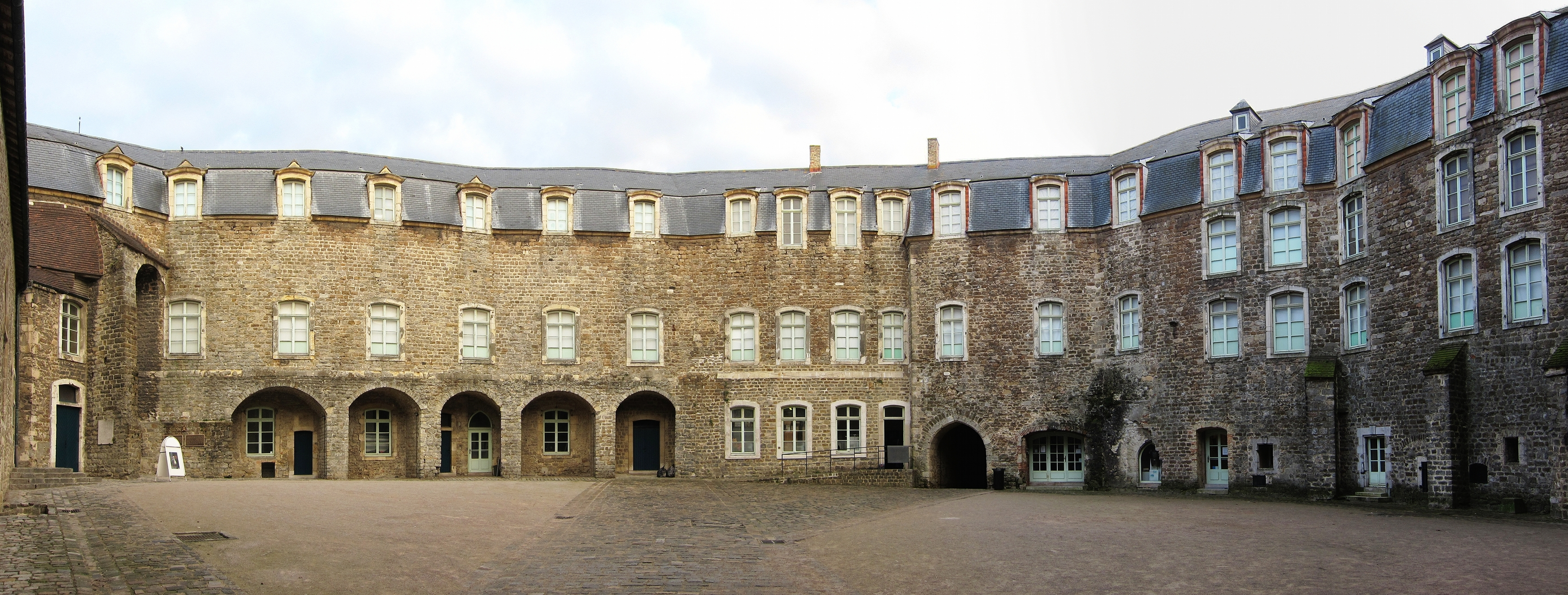
La cour intérieure.
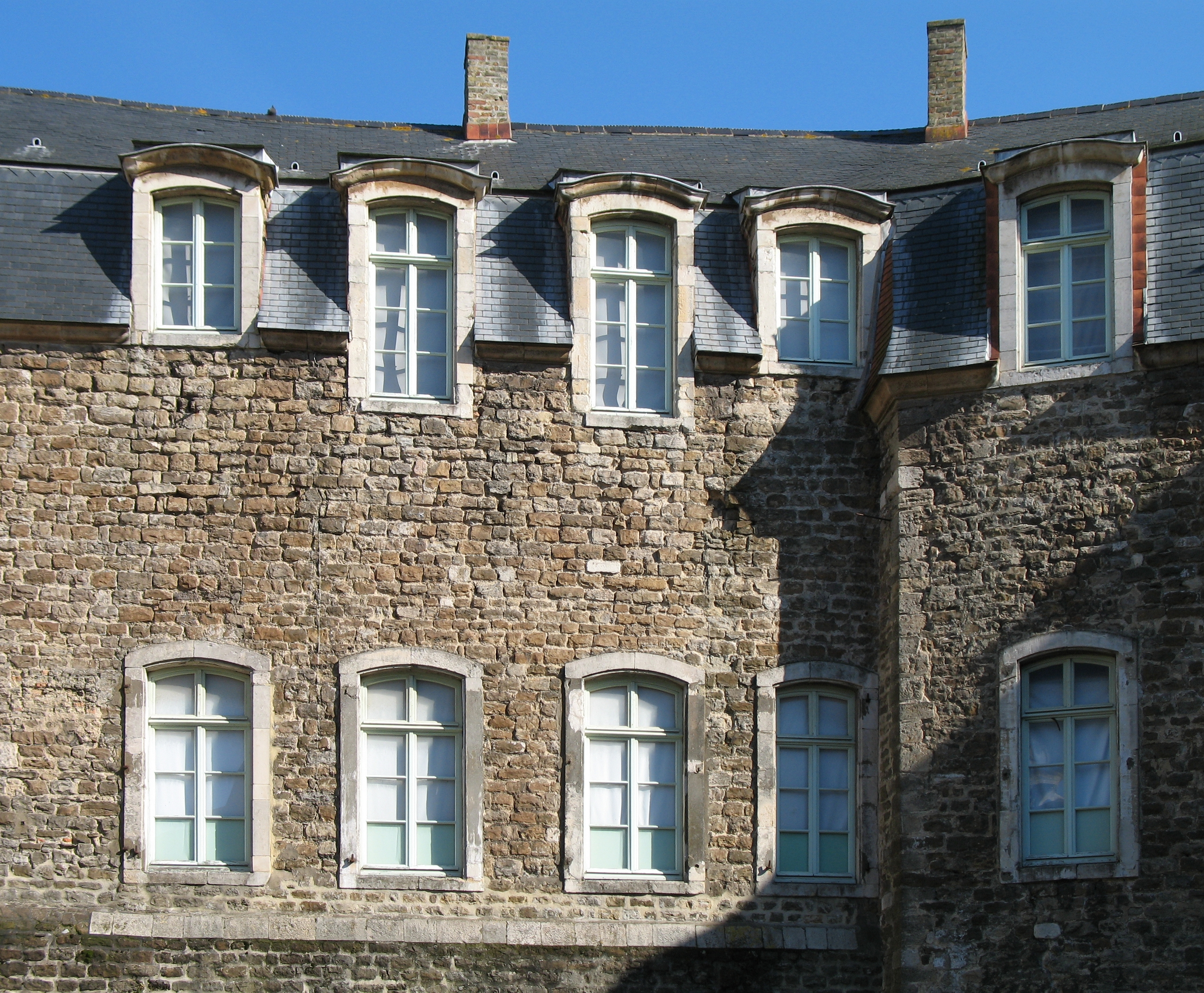
Un détail d'un mur de la cour intérieure.